# Growing Up Brady
Growing Up Brady är en TV-film från 2000 skriven och producerad av skådespelaren Barry Williams, som var med i den ursprungliga TV-serien, The Brady Bunch.

## Handling
Allt som hände bakom scenerna i TV-serien.

## Rollista
| Adam Brody        | – Barry Williams      |
| Kaley Cuoco       | – Maureen McCormick   |
| Rebeccah Bush     | – Florence Henderson  |
| Kaitlin Cullum    | – Eve Plumb           |
| Raviv Ullman      | – Chris Knight        |
| Carly Schroeder   | – Susan Olsen         |
| Scott Lookinland  | – Michael Lookinland  |
| Suanne Spoke      | – Ann B. Davis        |
| Mark Kassen       | – Eddie Fontaine      |
| Daniel Hugh Kelly | – Robert Reed         |
| Michael Tucker    | – Sherwood Schwartz   |
| Barry Williams    | – Sig själv/ Narrator |
| Sherwood Schwartz | – Sig själv           |

## Om filmen
Filmen baseras på en bok skriven av Barry Williams, som spelade Greg Brady i TV-serien och spelades in i Los Angeles. Den hade premiär i USA den 21 maj 2000.